# Norrmalmsutredningen
Norrmalmsutredningen var en svensk polisiär utredning, som skulle granska högerextremism inom Stockholmspolisen. Utredningen var verksam åren 1983 och 1984.

## Bakgrund
För att få bukt med gatuvåldet i Stockholm tillsatte länspolismästare Hans Holmér fyra så kallade gatuvåldsgrupper (GVG). Grupperna sattes i funktion i mars 1982 och det fanns två grupper inom första vaktdistriktet (VD 1) vid Norrmalm. Polismännen togs från C-turen respektive G-turen. Poliserna inom G-turen utmärkte sig genom våldsamma metoder. Vid årsskiftet upplöstes gatuvåldsgrupperna, men G-turen kunde fortsätta sitt arbete tillsammans med så kallade områdespoliser.
På grund av detta lät tillförordnande länspolismästare, Sune Sandström, tillsätta en utredning, som skulle "se över förhållandena" i främst VD 1. Direktiven för utredningen utfärdades den 13 december 1983 och gruppen bestod av tillförordnande polisöverintendenten Gunnar Severin, tillförordnande polisintendenten Arne Jönsson, poliskommissarie Hans Hyllander och kriminalinspektören Jan Länninge. Justitiedepartementet lät sedan tillsätta en observatör, lagmannen Lars Olov Hillerud, på inrådan från Sune Sandström. Även polisstyrelsen tillsatte en observatör, vilken blev informationssekreteraren Roland Öhrn. Norrmalmsutredningen, som gruppen allmänt kallades, avlade sin rapport den 24 september 1984.

## Slutsatser
Norrmalmsutredningen fann att G-turen huvudsakligen gjort ingripanden iförd civil klädsel, vilket stred mot rådande direktiv. Vidare fann man att gruppen saknade befäl och att den under perioden maj till september 1982 helt saknade ordinarie befäl. Utredningen fann även att G-turen hade problem med attityder gentemot missbrukare och så kallade utslagna personer samt att VD 1 som helhet hade attitydsproblem gentemot kvinnliga kollegor. Utredningen fann att våldsanvändningen inom VD 1 inte utmärkte sig mer än vid andra vaktdistrikt, men däremot att G-turen utmärkte sig i den frågan. Trots uttalandet om övervåldet inom G-turen, var utredningen försiktig med att precisera sig närmare.